# 行徳守治
行徳 守治（ぎょうとく もりはる、1886年（明治19年）10月17日 - 1946年（昭和21年）12月9日）は、大日本帝国陸軍軍人。最終階級は陸軍中将。

## 経歴
1886年（明治19年）に福岡県で生まれた。陸軍士官学校第20期卒業。1933年（昭和8年）に独立守備歩兵第12大隊長に就任し、1936年（昭和11年）8月に陸軍歩兵大佐に進級した。同年12月に本郷連隊区司令官に転じ、1938年（昭和13年）に関東軍兵事部長に就任した。
1939年（昭和14年）に陸軍少将に進級。1943年（昭和18年）6月10日に陸軍中将に進級し、待命。6月11日に予備役に編入されるが即日召集され、関東軍兵事部長に補された。1944年（昭和19年）12月26日に召集解除となる。

## 栄典
外国勲章佩用允許
- 1944年（昭和19年）3月30日 - 満州国：勲一位柱国章[5]